# Вулінг

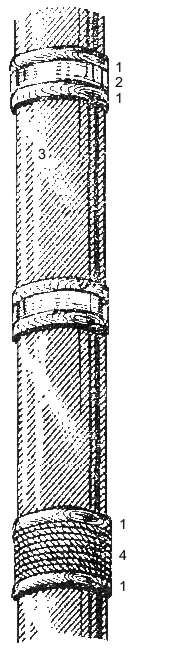
Вулінг (4) на щоглі (3), дерев'яні (1) і залізні (2) бугелі

Ву́лінг (від нід. woeling) — з'єднання шлагами товстого троса (аналогічно бензелю). Являв собою бандаж, що стягував кілька брусів (так званих фіш) при виготовленні нижніх щогл і бушпритів. Зазвичай складався з п'яти чи шести шлагів троса, накладених навколо щогли. Відстань між сусідніми вулінгами на щоглі дорівнювала приблизно 1 м. Пізніше вулінги були замінені бугелями (металевими кільцями).
Ватер-вулінг — з'єднання бушприта з водорізом. Первісно використовувався тросовий: він охоплював бушприт у середній частині, проходячи скрізь гальюнну решітку і далі через витягнутий отвір у княвдигеді під гальюном. Щоб запобігти зміщенню тросів, на бушприті були зроблені приробки у вигляді дерев'яних скоб — вулінг-клампи. Замість тросів могли застосовуватися ланцюги, надалі ватер-вулінги стали робити у вигляді сталевих бугелів і скоб.
У сучасній німецькій мові слово Wuling вживається в значенні «безлад у суднових снастях, тросах».

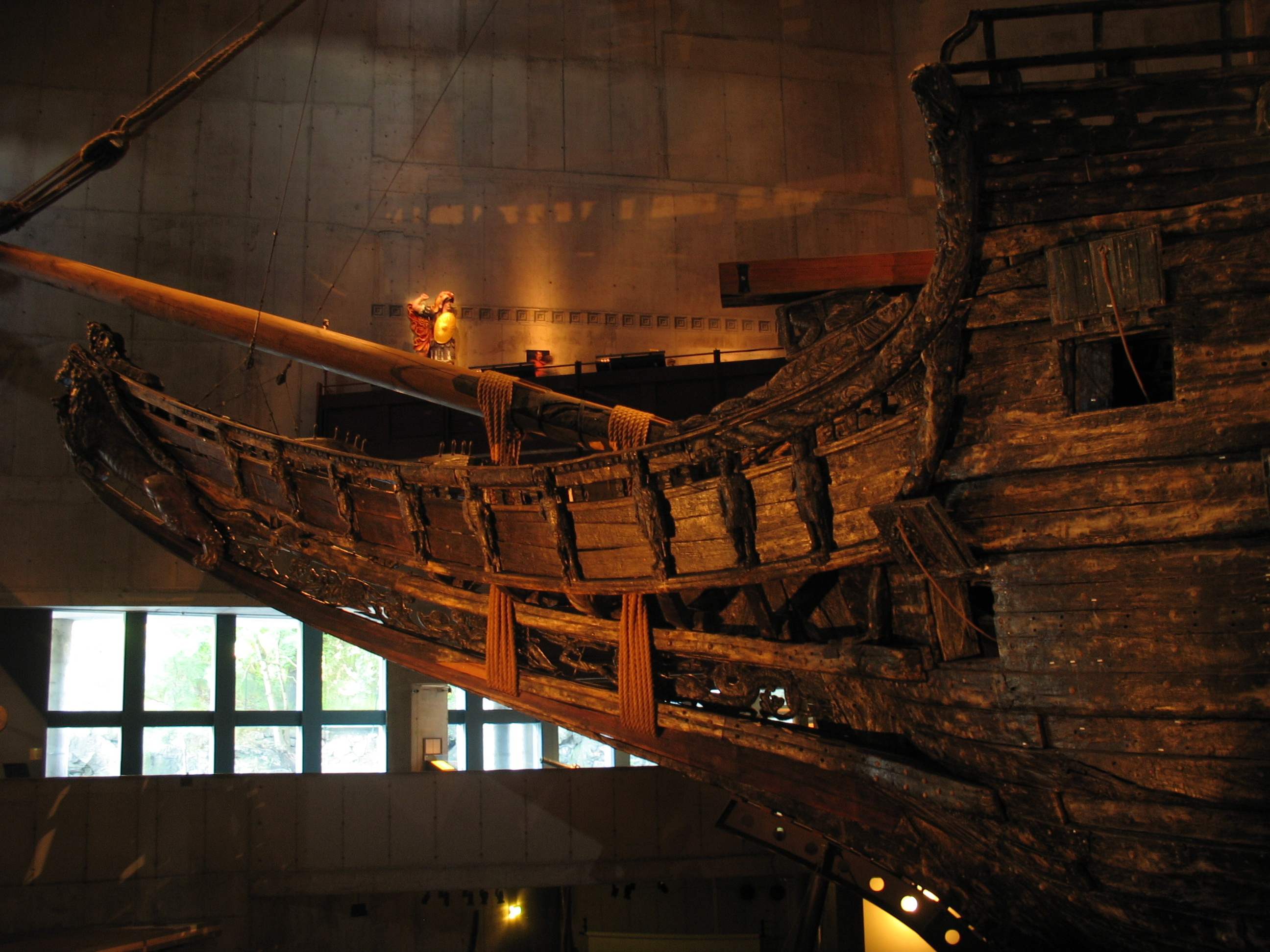
Бушприт з ватер-вулінгами галеона «Ваза»
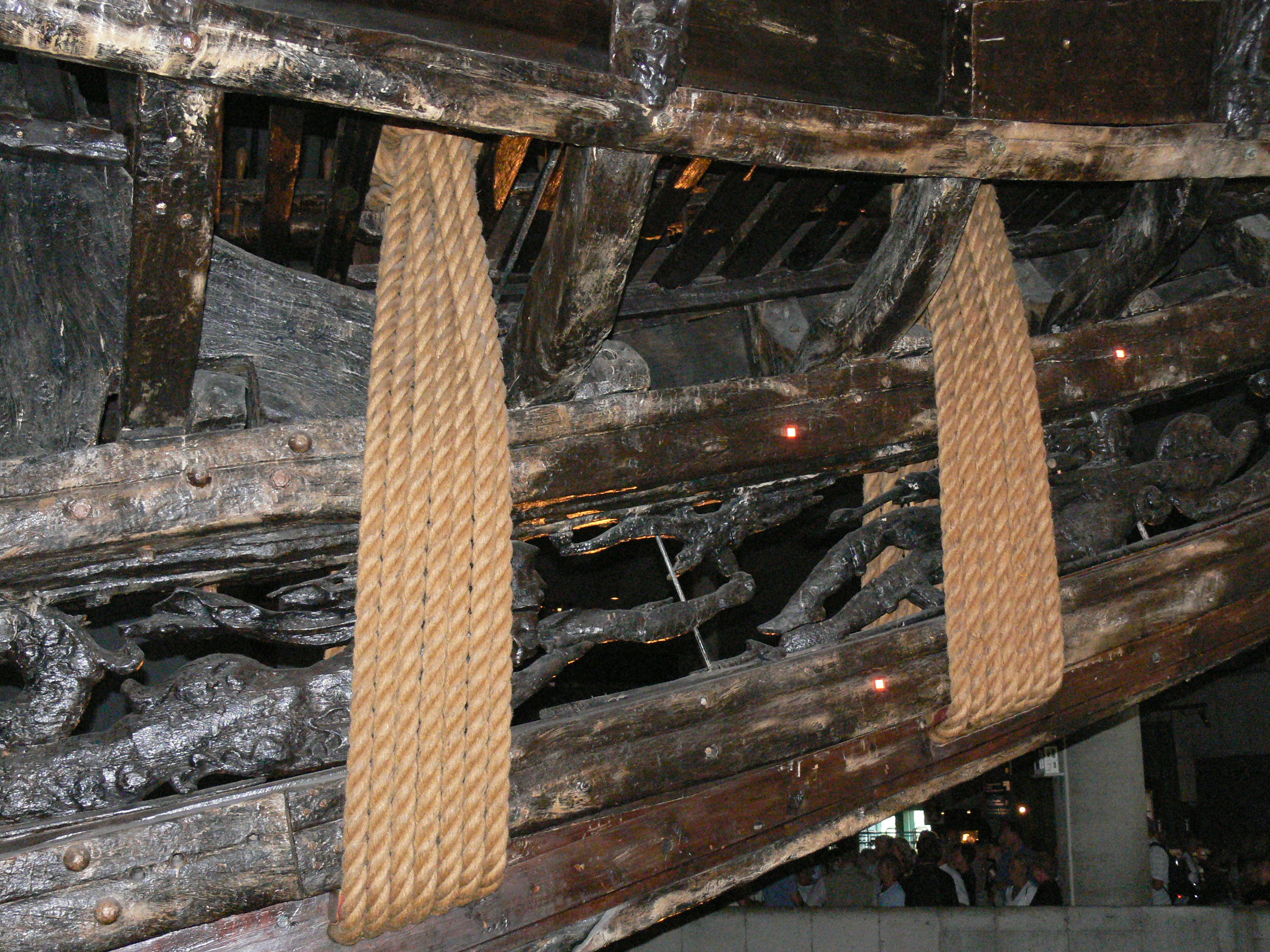
Ватер-вулінги галеона «Ваза»
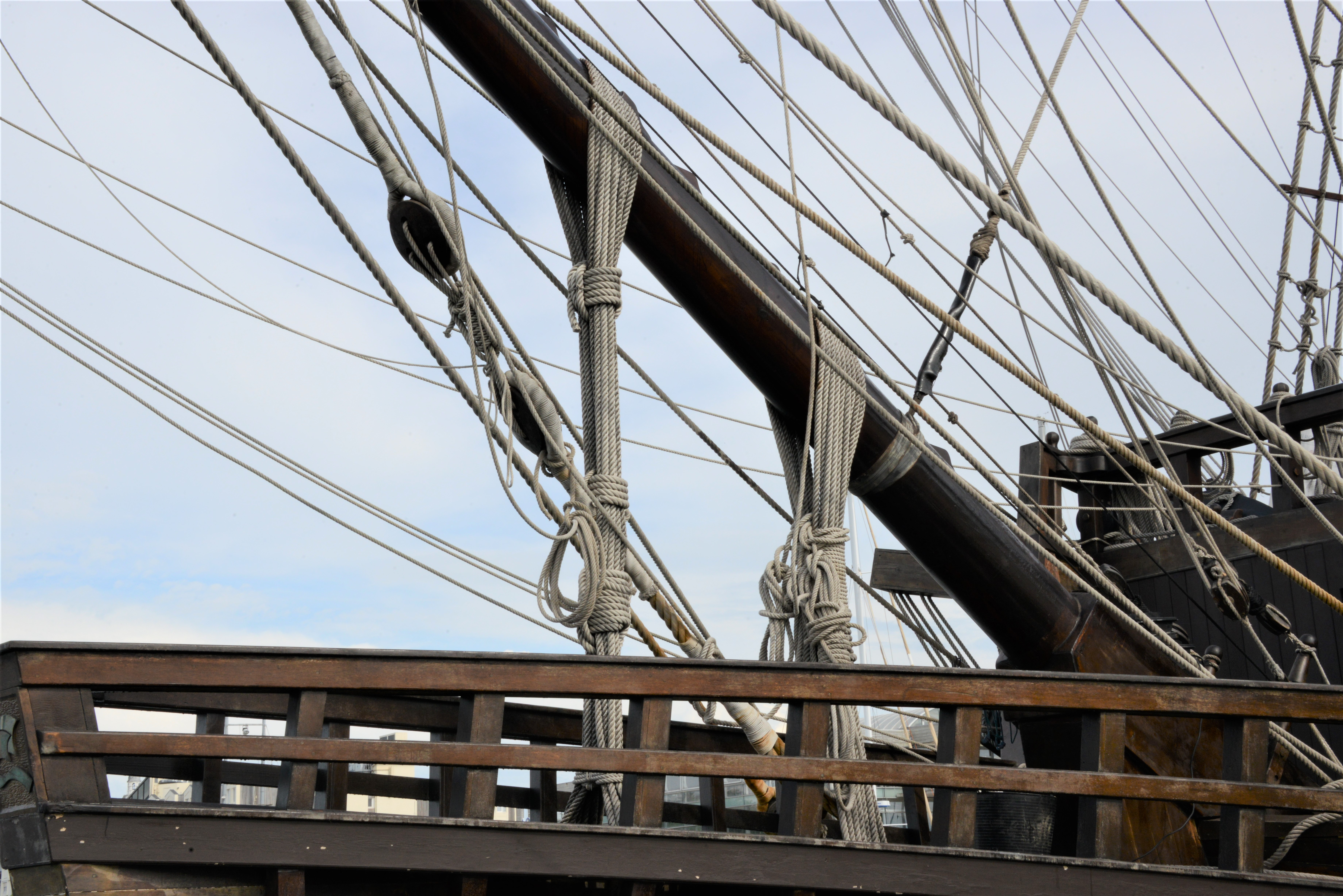
Ватер-вулінги галеона «Андалусія»
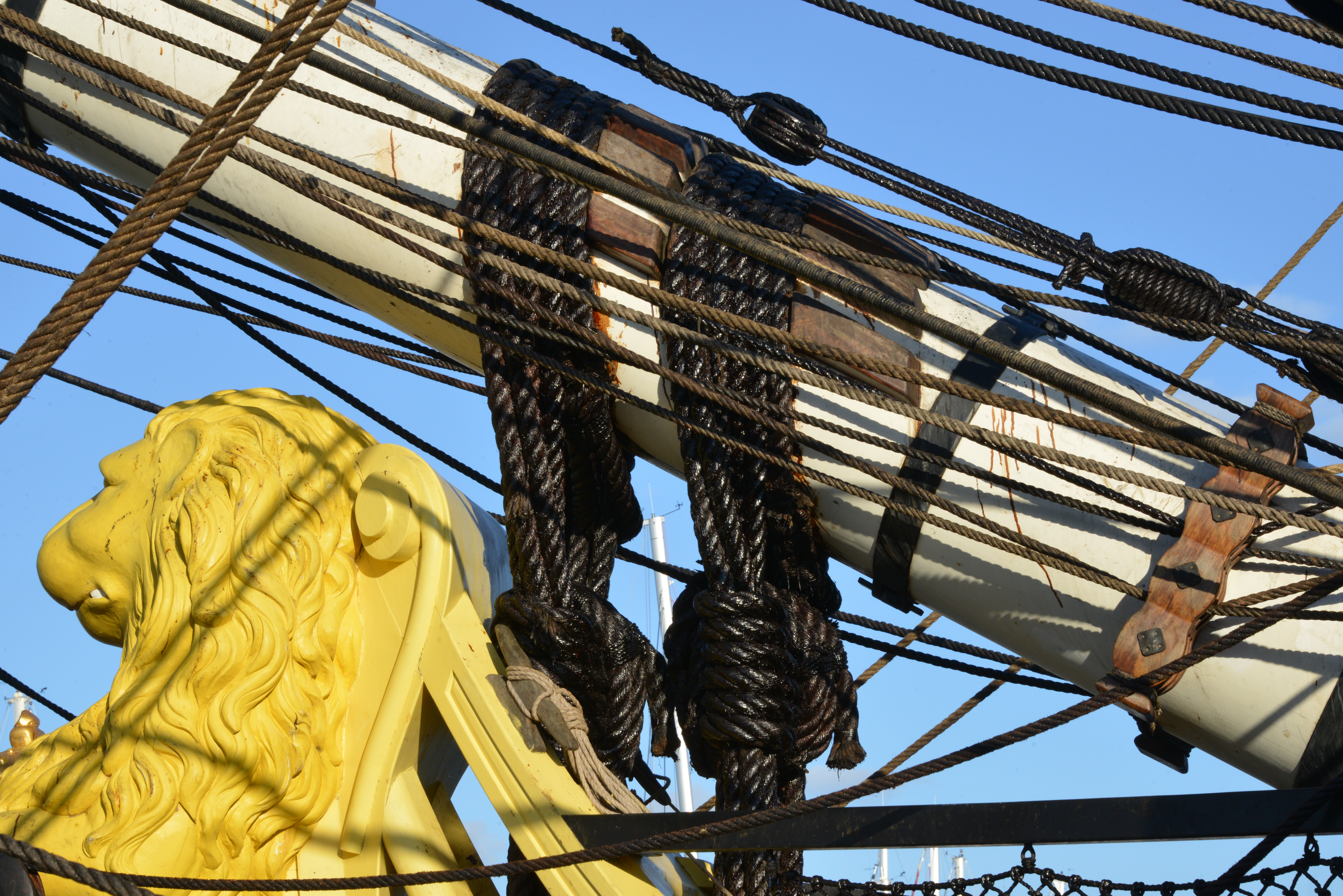
Ватер-вулінги фрегата «Герміона»